# 부산 해동용궁사 목조여래좌상
해동용궁사 목조여래좌상(海東龍宮寺 木造如來坐像)은 부산광역시 기장군 해동용궁사에 있는 조선시대의 불상이다. 2014년 11월 26일 부산광역시의 유형문화재 제150호로 지정되었다.

## 개요
해동용궁사 목조여래좌상은 결가부좌의 자세에 오른쪽 손바닥은 바깥으로 하여 어깨 부위까지 들고, 왼쪽 손은 다리 위에 살짝 든 상태에서 1지와 3지를 맞댄 아미타인을 하고 있다. 내부 구조는 다리와 몸통 2부분이 결구된 접목조 기법으로 제작된 것으로 추정되며, 전반적인 상태는 양호한 편이다.
이등변삼각형의 구도에 넓은 어깨와 무릎 폭으로 안정되고 균형 잡힌 신체 비례에 우수한 조형성을 갖추었으며, 부드러우면서도 근엄한 인상을 풍기고 있는 17세기 전반기의 시대성이 잘 반영된 작품이다. 특히 방형의 부드러운 얼굴, 왼팔 측면과 다리 가운데로 흘러내린 옷 주름의 끝단이 좌우로 접혀진 점이 특징인데, 이는 17 세기 전반에 전국적으로 활동한 조각승으로, 경상도 지역에 작품이 많이 남아 있는 현진의 불상과 유사성을 보이고 있다.
현진은 전국적으로 활동하였지만 경상도 지역에서 활동한 청헌, 승일, 희장 등의 불교조각에 큰영향을 미친 점에서 조선 후기 조각승의 지역적 계보 연구에 중요한 인물이다. 해동용궁사 목조여래좌상은 1620~30년대 제작된 현진의 작품들의 특징과 유사하다는 점에서 1640년 이전에 현진이 제작한 작품으로 추정되며, 조형적 가치가 높고 조각기법이 우수한 작품이다.

## 참고 문헌
- 해동용궁사 목조여래좌상 - 국가유산청 국가유산포털